# Scary Movie 6
Scary Movie 6 es una próxima película parodia estadounidense de 2026 escrita y coproducida por los hermanos Marlon, Shawn y Keenen Ivory Wayans, junto con Rick Alvarez. Será la sexta entrega de la serie de películas Scary Movie.
La película está prevista su estreno el 12 de junio de 2026.

## Producción
En abril de 2024, en la CinemaCon, se anunció que Miramax estaba preparando una nueva película de Scary Movie, que financiaría la película en su totalidad. Neal H. Moritz fue anunciado como productor, con Paramount Pictures, la empresa matriz de Miramax, como distribuidora. En octubre de 2024, se anunció que los hermanos Wayans, Marlon, Shawn y Keenen Ivory, regresarían como guionistas y productores para la nueva versión, tras haber coescrito las dos primeras películas y reunirse por primera vez en 18 años. El inicio del rodaje está previsto para 2025. Tanto Anna Faris como Regina Hall, protagonistas de las cuatro primeras películas, han expresado su interés en retomar sus papeles.

## Estreno
La película se estrenará en Estados Unidos el 12 de junio de 2026 por Paramount Pictures.